# 月精寺 (江原特別自治道)

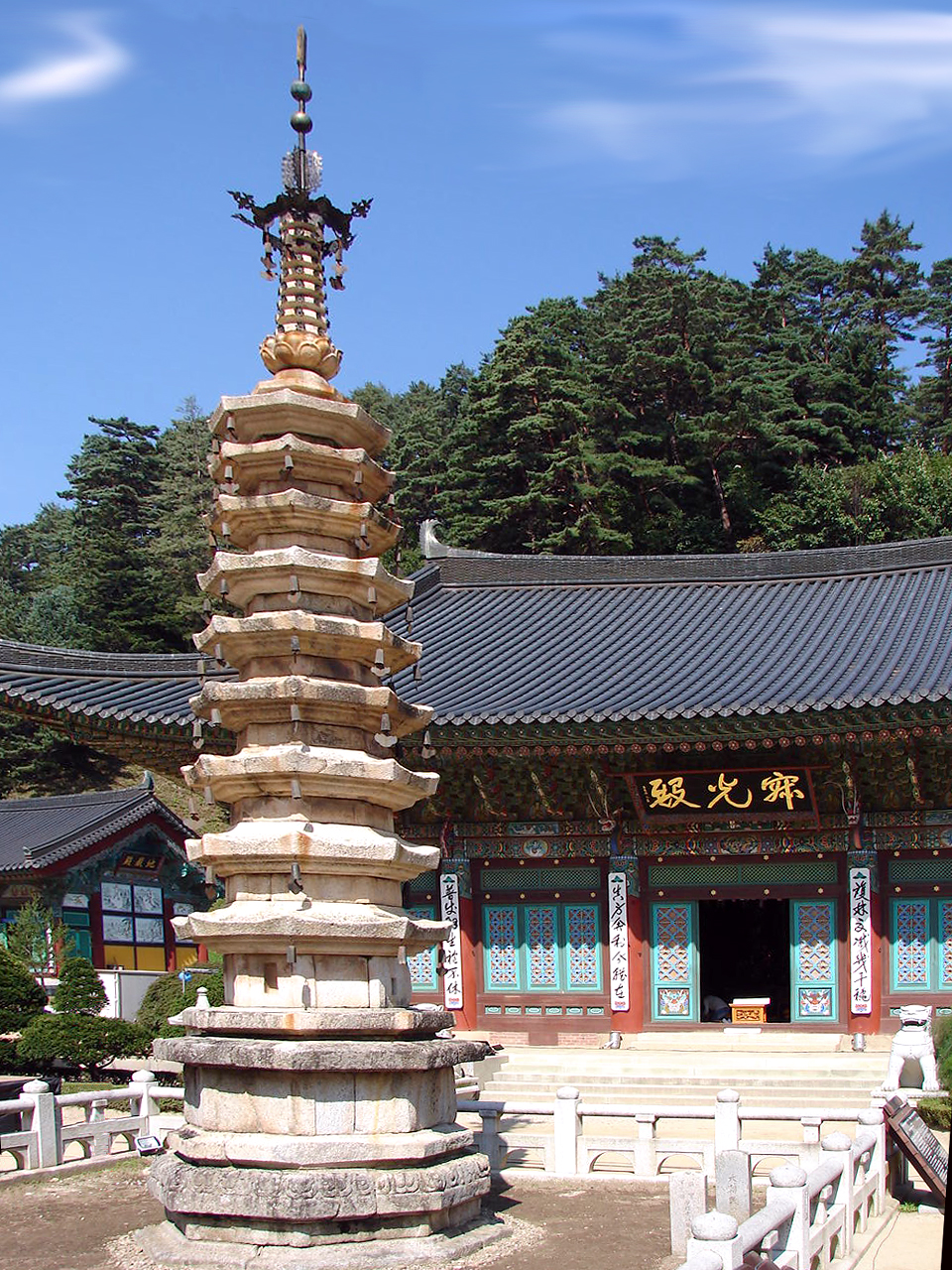
韩国48号国宝平昌月精寺八角九层石塔

月精寺位於大韓民國的江原道平昌郡珍富面東山里的五臺山東邊溪谷裡的叢林中，是韓国佛教界最大勢力的曹溪宗的第4教区本寺。由約60座大小不一的寺廟及8座庵所組成。現時屬於五臺山國立公園的範圍裡。

## 歴史
韩国戒律宗祖师慈蔵律師于643年（新羅善徳女王12年）創建该寺。

高麗時代，923年（太祖6年）信孝禅師重建。1276年（忠烈王2年）信義禅師再次重建。

朝鲜王朝時代，1392年（太祖元年）有縁大師进行重建。

太宗7年（1407年），佛教被弹圧，88寺院中的月精寺被废弃。世宗6年（1424年）再次名列被弹圧的36寺院之中。

1684年（粛宗10年），清河禅師重建。1744年（英祖20年），李朝拨款重建，1752年（英祖28年）完工。1832年（朝鲜纯祖32年）、泳潭、仁坡、静庵禅師又重建。

日本統治時代的1911年、施行寺刹令規則（7月8日发布），朝鮮三十本山。（1924年以后为朝鮮三十一本山）
朝鲜战争時、寺宇成为反乱軍（北朝鮮側）的据点，被烧毁。現在的建筑物为1964年以后重建。

2011年12月16日，在日本89年的《朝鮮王朝儀軌》被送回韩国，国民在此举行欢迎仪式。月精寺住持正念大師发表祝辞，称「（儀軌的返還是）日本和韩国的良心人取得的壮举」。

## 图库

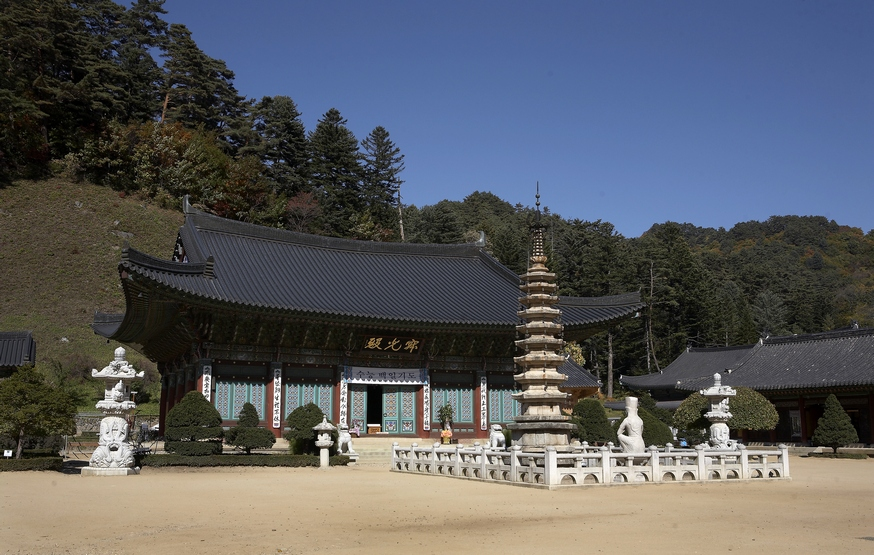
月精寺
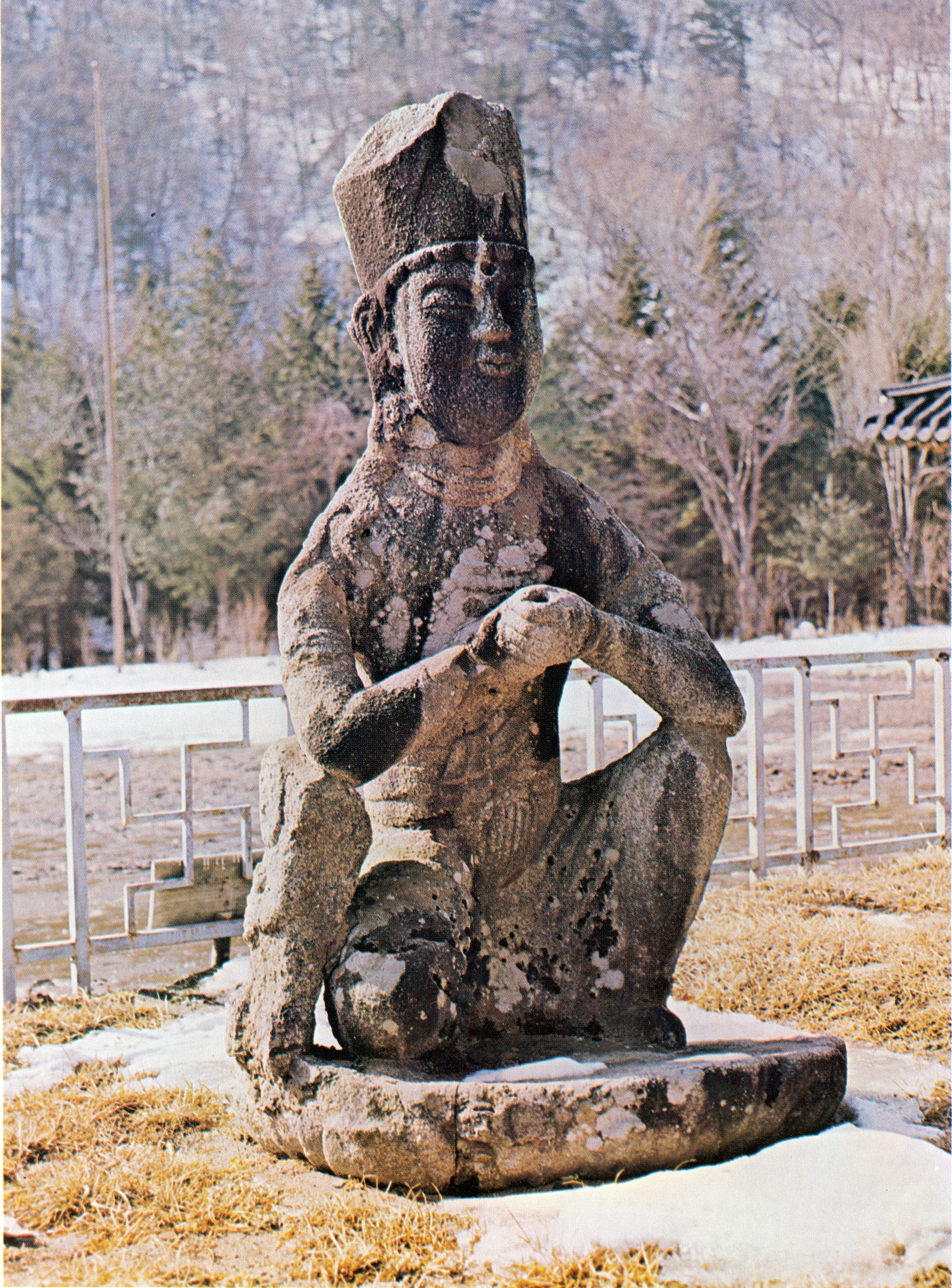
月精寺的佛像
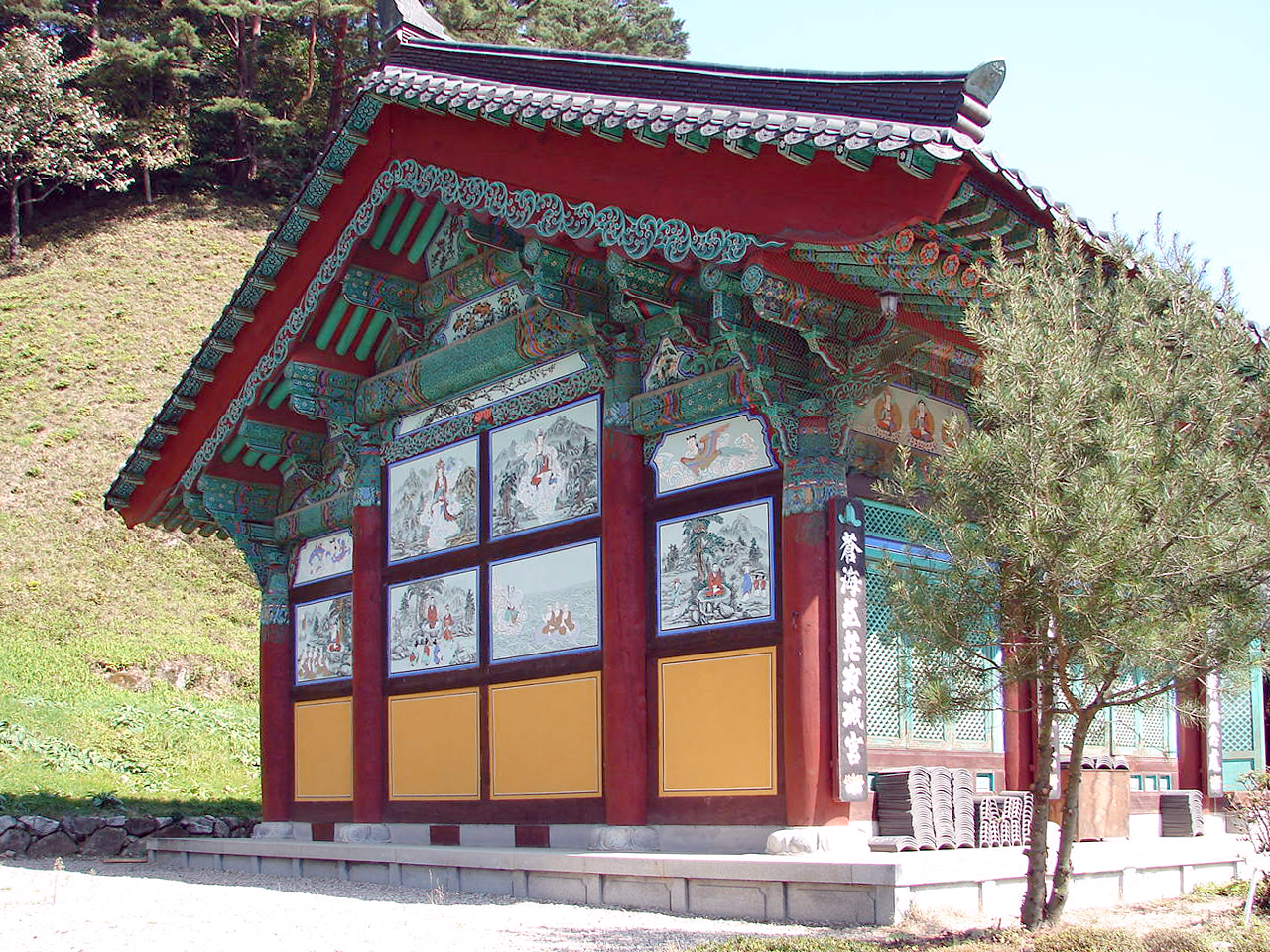
佛殿
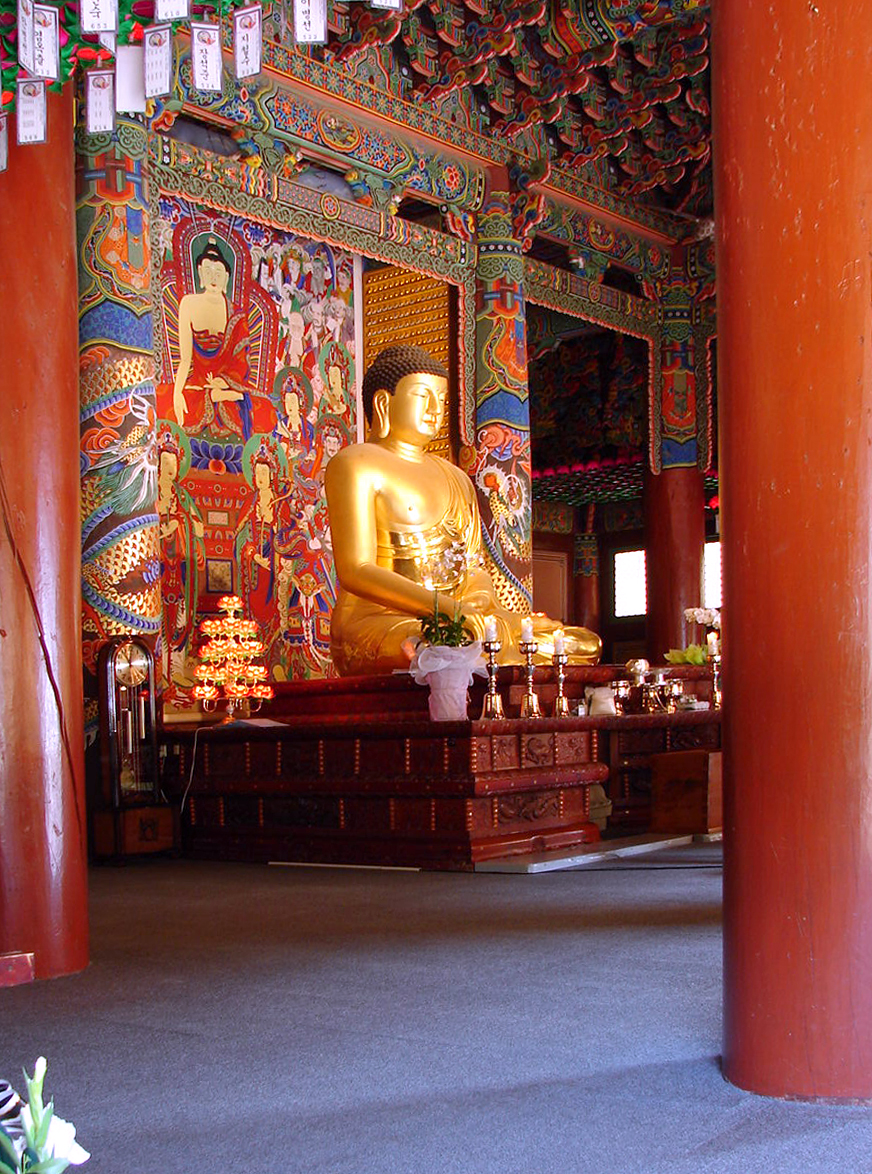
大殿佛像
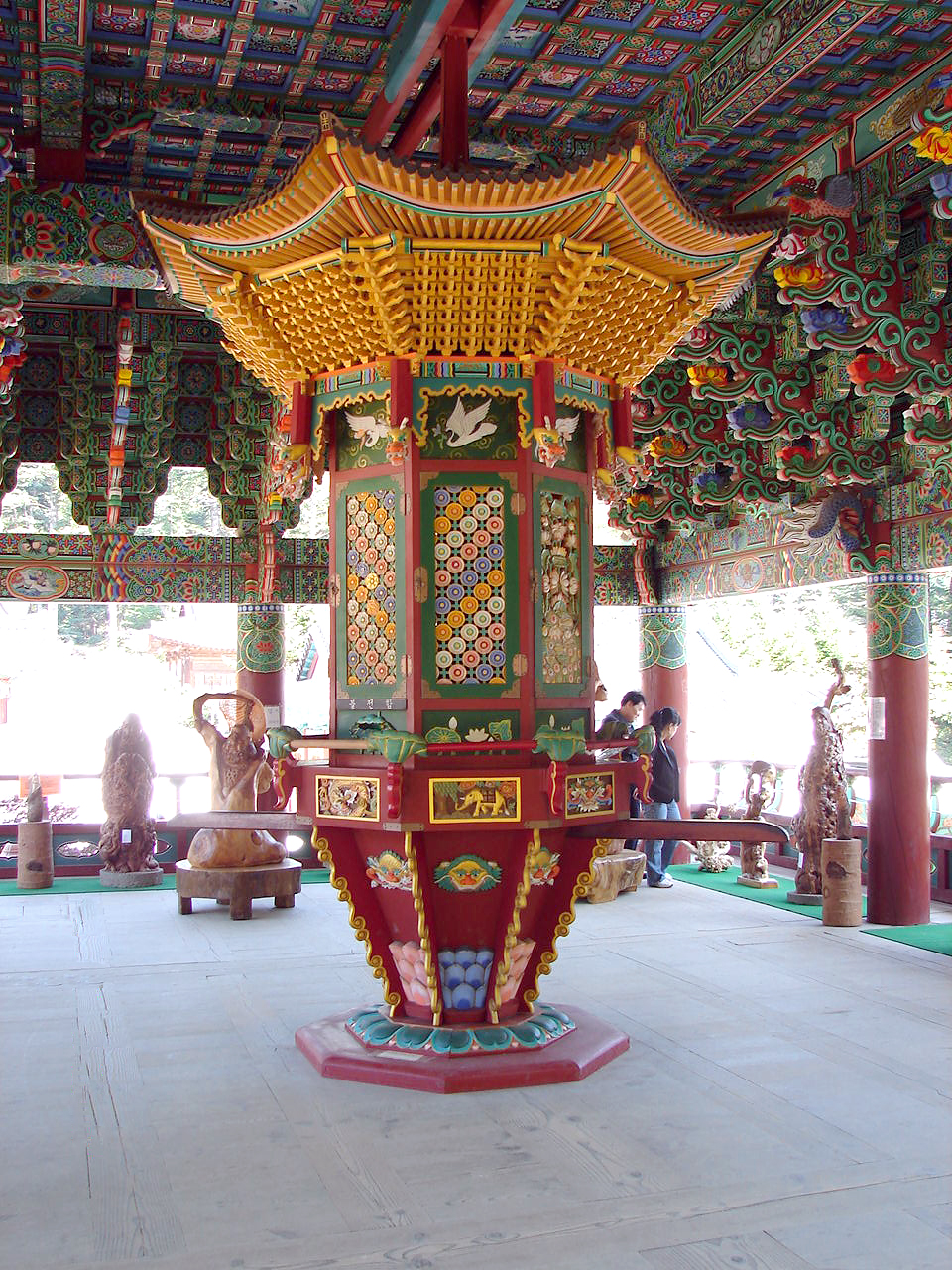
經幢
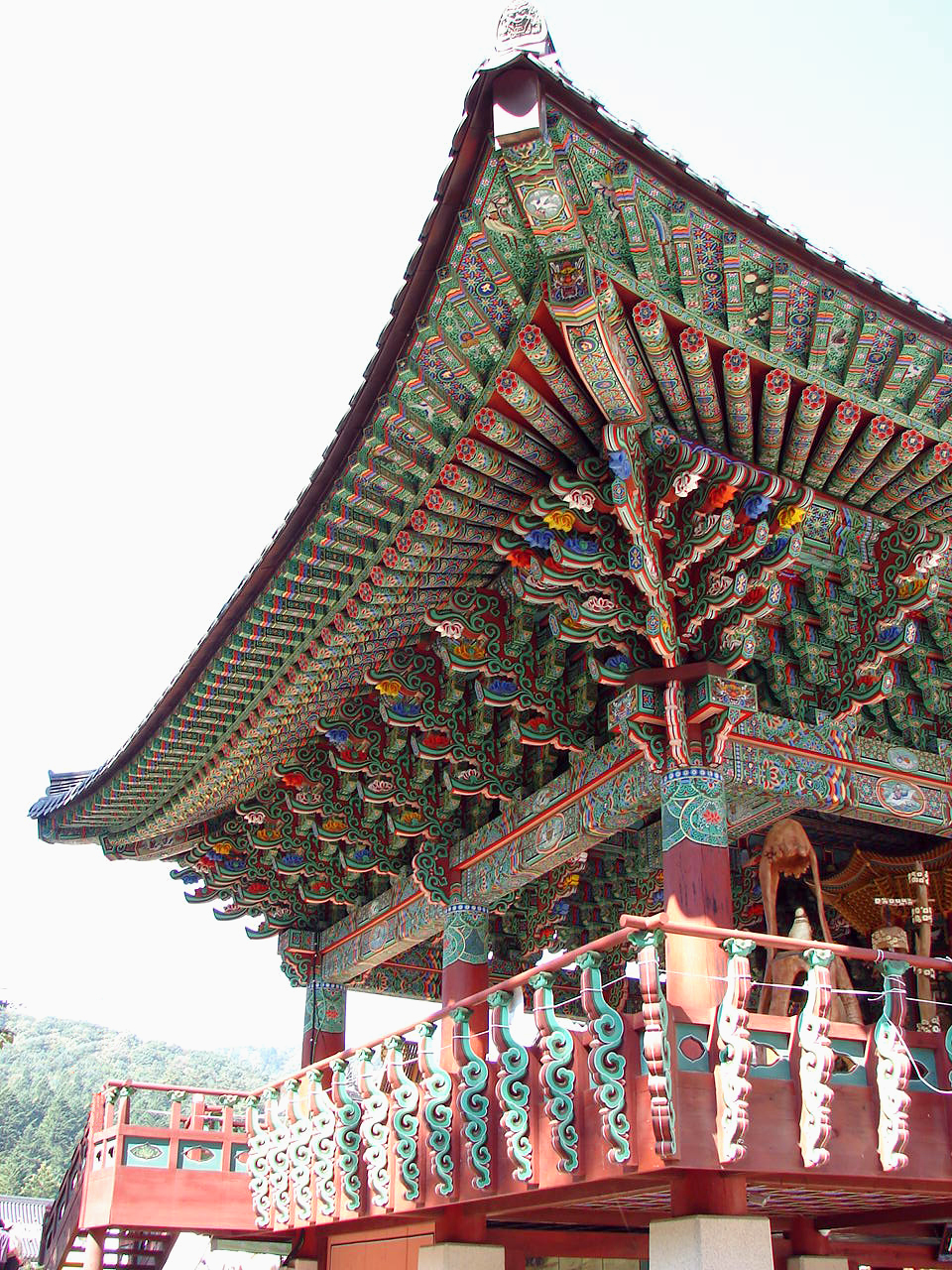
門樓

## 來源
1. ↑  「儀軌」の故郷で歓迎 （页面存档备份，存于）赤旗报　2011年12月17日(土)

## 外部連結
朝鮮國家觀光總局 （页面存档备份，存于）
韓國觀光公社